# 다치히역
다치히역(일본어: 立飛駅, たちひえき 타치히에키[*])은 일본 도쿄도 다치카와시에 있는 다마 도시 모노레일 다마 도시 모노레일 선의 역이다.
당초 지명에서 따온 이즈미역으로 계획 및 건설되었지만 다치히 그룹(다치히 기업・신타치카와 항공기 등)의 부지가 역 부근 일대에 존재하여 지금의 역명이 되었다.
직결되는 대형 상업 시설("라라 포토 다치카와타치히") 등 역 주변의 개발에 맞추어 역사의 대규모 보수 공사를 하여 2015년 10월 15일에 미나미구치의 공용이 개시되고 동시에 에스컬레이터와 계단의 증설도 열렸다. 기존의 개찰구는 기타구치였다.

## 역 구조
상대식 승강장 2면 2선의 고가역이다.

### 승강장
| 1 | 다마 도시 모노레일 선 | 다마가와조스이・가미키타다이 방면          |
| 2 | 다마 도시 모노레일 선 | 다치카와키타・다카하타후도・다마 센터 방면 |

## 역 주변
- 다치히 기업
- ABC하우징 하우징 월드 다치카와(주택 전시장)
- 아레나 다치카와타치히 알 벌크 도쿄(농구 팀)의 본거지
- 라라 포토 다치카와타치히 - 2015년 12월 10일에 오픈한 대형 상업 시설이다[1]

## 역사
- 1998년 11월 27일: 영업 개시.
- 2015년 10월 15일: 역사의 대규모 보수 공사를 하여 미나미구치 공용 개시.

## 사진

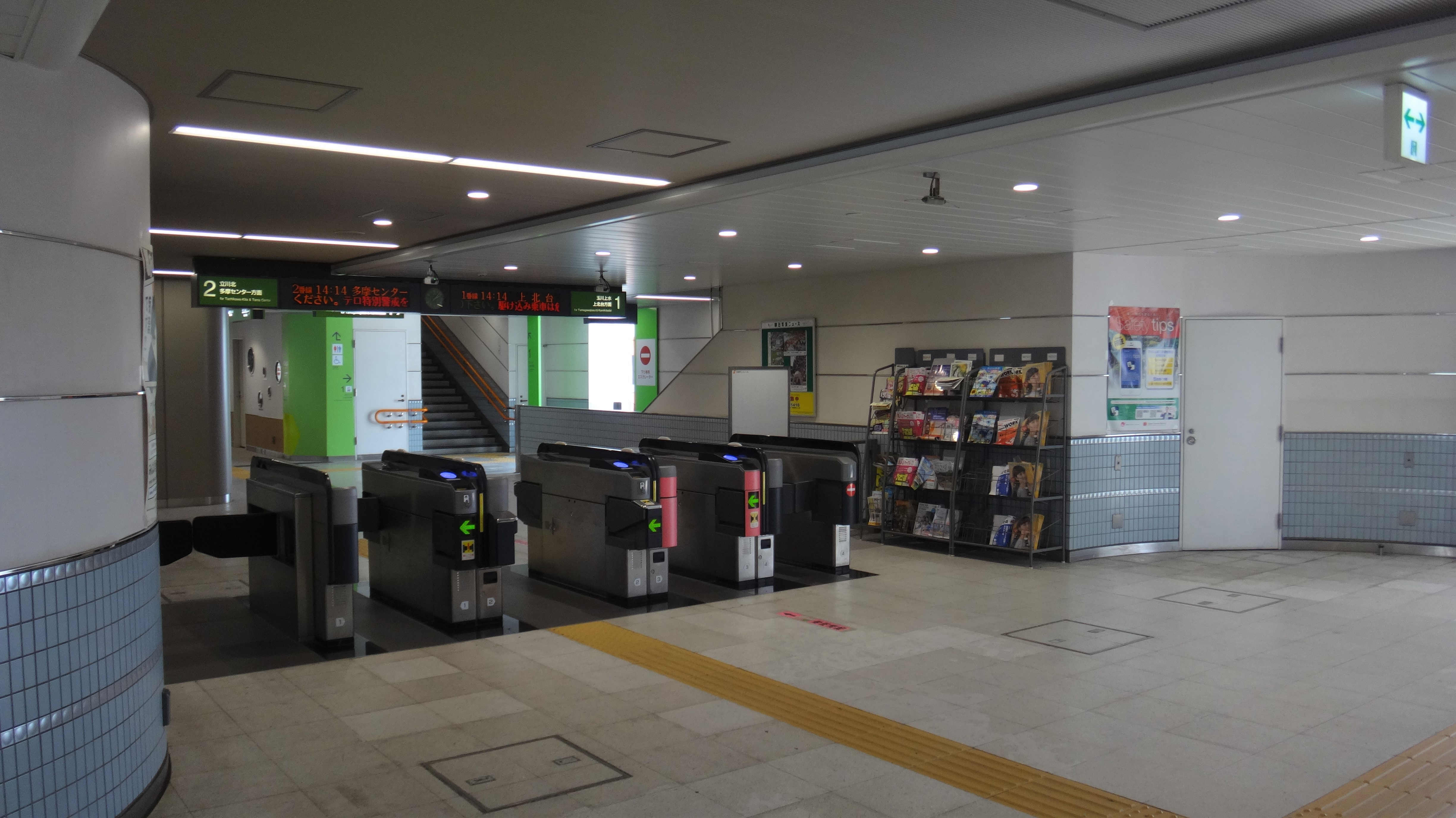
개찰구

## 인접역
| 다마 도시 모노레일 다마 도시 모노레일 선 | 다마 도시 모노레일 다마 도시 모노레일 선 | 다마 도시 모노레일 다마 도시 모노레일 선 |
| ---------------------------------------- | ---------------------------------------- | ---------------------------------------- |
| 이즈미타이이쿠칸 가미키타다이 방면       |                                          | 다카마쓰 다마 센터 방면                  |